# Paul Heinrich von Groth
Paul Heinrich von Groth (Magdeburgo, 23 de junho de 1843 — Munique, 2 de dezembro de 1927) foi um mineralogista alemão.

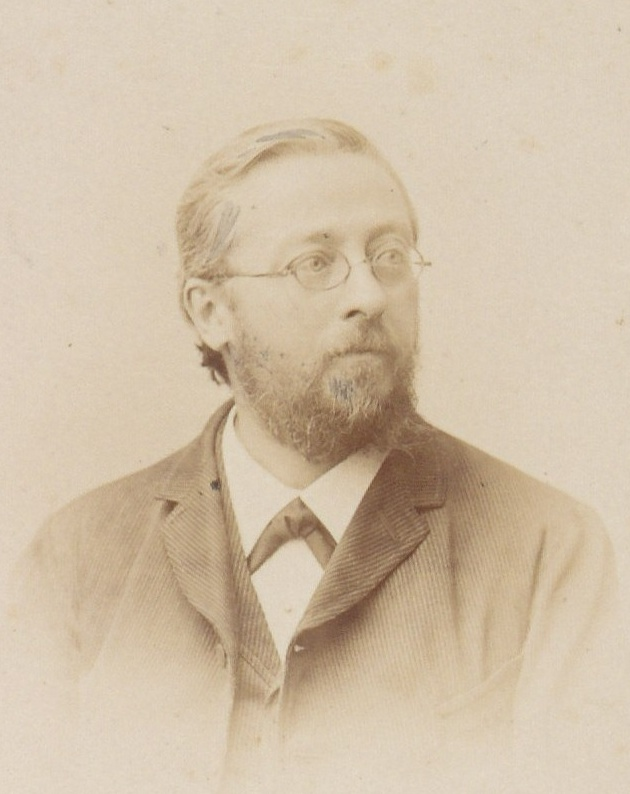
Paul Heinrich von Groth, c. 1898

Foi laureado com a medalha Wollaston de 1908 da Sociedade Geológica de Londres.

## Obras
- "Tabellarische Ubersicht der einfachen Minerallen" (1874-1898)
- "Physikalische Krystallographie"  (1876-1895)